# Champions Cup 2001
Der Champions Cup 2001 war die Auftaktveranstaltung der Main-Tour-Saison 2001/02. Das Snookerturnier wurde vom 11. bis 19. August 2001 wie schon im Jahr 2000 im Brighton Centre im südenglischen Seebad Brighton ausgetragen. Zum zweiten Mal sprang dem Turnier der Vorjahressponsor ab und die Ersatzsuche blieb erfolglos, so dass der dritte Champions Cup ohne Namenssponsor auskommen musste.
Titelverteidiger Ronnie O’Sullivan, im Mai zum ersten Mal Weltmeister geworden, schied mit nur einem Sieg schon in der Gruppenphase aus. Der Weltranglistenerste Mark Williams erreichte im dritten Champions Cup zum dritten Mal das Finale, konnte das Turnier aber auch im dritten Anlauf nicht gewinnen. John Higgins siegte mit 7:4 und holte sich damit seinen 20. Profititel.
Im Jahr darauf kam kein Champions Cup mehr zustande und das Turnier wurde eingestellt. Die Idee, die erfolgreichsten Spieler des Vorjahres gegeneinander antreten zu lassen, wurde erst 2013 wieder aufgenommen, allerdings mit dem Champion-of-Champions-Turnier in einem völlig anderen Format.

## Preisgeld
Die Gewinnsumme von 200.000 £ konnte in diesem Jahr gehalten werden. Die Verteilung der Prämien änderte sich gegenüber 2000 nicht.
| Platzierung      | Preisgeld |
| ---------------- | --------- |
| Sieger           | 100.000 £ |
| Finale           | 35.000 £  |
| Halbfinale       | 15.000 £  |
| Gruppenteilnahme | 7.500 £   |
| Höchstes Break   | 5.000 £   |
| Insgesamt        | 200.000 £ |

## Gruppenphase
Sieben Teilnehmer hatten die 14 Ranglisten- und Einladungsturniere der Vorsaison gewonnen. Als achter Spieler wurde Jimmy White, Finalist des British Open 2000, eingeladen. Die Spieler wurden auf 2 Gruppen aufgeteilt, in denen jeweils Jeder gegen Jeden spielte. Die beiden besten Spieler kamen dann weiter ins Halbfinale der Ausscheidungsrunde. Die Gruppenspiele wurden auf 5 Gewinnframes (Modus Best of 9) gespielt.
| Sp. | Anzahl der absolvierten Spiele                     |
| SG  | Anzahl der gewonnenen Spiele                       |
| FG  | Anzahl der gewonnenen Frames                       |
| FV  | Anzahl der verlorenen Frames                       |
| FD  | Frame-Differenz                                    |
|     | Die beiden Gruppenbesten zogen ins Halbfinale ein. |

### Gruppe A
Tabelle:
| Rang | Spieler           | Sp. | SG | FG | FV | FD |
| ---- | ----------------- | --- | -- | -- | -- | -- |
| 1    | Ken Doherty       | 3   | 3  | 15 | 07 | +8 |
| 2    | Peter Ebdon       | 3   | 2  | 12 | 09 | +3 |
| 3    | Ronnie O’Sullivan | 3   | 1  | 10 | 13 | −3 |
| 4    | Jimmy White       | 3   | 0  | 07 | 15 | −8 |

Gruppenspiele:
| Spiel | Spieler 1         | Ergebnis | Spieler 2   |
| ----- | ----------------- | -------- | ----------- |
| 1     | Ronnie O’Sullivan | 35:35    | Jimmy White |
| 2     | Ken Doherty       | 25:25    | Peter Ebdon |
| 3     | Ronnie O’Sullivan | 53:53    | Ken Doherty |
| 4     | Peter Ebdon       | 35:35    | Jimmy White |
| 5     | Ronnie O’Sullivan | 51:51    | Peter Ebdon |
| 6     | Ken Doherty       | 15:15    | Jimmy White |

### Gruppe B
Tabelle:
| Rang | Spieler        | Sp. | SG | FG | FV | FD |
| ---- | -------------- | --- | -- | -- | -- | -- |
| 1    | Mark Williams  | 3   | 2  | 14 | 10 | +4 |
| 2    | John Higgins   | 3   | 2  | 14 | 12 | +2 |
| 3    | Stephen Hendry | 3   | 1  | 11 | 14 | −3 |
| 4    | Paul Hunter    | 3   | 1  | 10 | 13 | −3 |

Gruppenspiele:
| Spiel | Spieler 1      | Ergebnis | Spieler 2      |
| ----- | -------------- | -------- | -------------- |
| 1     | Mark Williams  | 25:25    | Paul Hunter    |
| 2     | John Higgins   | 54:54    | Stephen Hendry |
| 3     | Mark Williams  | 54:54    | John Higgins   |
| 4     | Stephen Hendry | 53:53    | Paul Hunter    |
| 5     | Mark Williams  | 35:35    | Stephen Hendry |
| 6     | John Higgins   | 35:35    | Paul Hunter    |

## Endrunde
Im Halbfinale spielte jeweils ein Gruppensieger gegen einen Gruppenzweiten. Die Sieger der beiden Partien bestritten dann das Finale. Im Halbfinale galt noch einmal Best of 9, das Endspiel war ein Best-of-13-Match. Nachdem der Weltranglistenzweite Ronnie O’Sullivan schon ausgeschieden war, setzten sich mit Mark Williams und John Higgins die beiden verbliebenen bestplatzierten Spieler durch.
|  | Halbfinale Best of 9 Frames | Halbfinale Best of 9 Frames | Halbfinale Best of 9 Frames |  |  | Finale Best of 13 Frames | Finale Best of 13 Frames | Finale Best of 13 Frames |
|  |                             |                             |                             |  |  |                          |                          |                          |
|  |                             |                             |                             |  |  |                          |                          |                          |
|  | A1                          | Ken Doherty                 | 2                           |  |  |                          |                          |                          |
|  | B2                          | John Higgins                | 5                           |  |  |                          |                          |                          |
|  |                             |                             |                             |  |  | B2                       | John Higgins             | 7                        |
|  |                             |                             |                             |  |  | B1                       | Mark Williams            | 4                        |
|  | B1                          | Mark Williams               | 5                           |  |  |                          |                          |                          |
|  | A2                          | Peter Ebdon                 | 2                           |  |  |                          |                          |                          |
|  |                             |                             |                             |  |  |                          |                          |                          |

### Finale
Mark Williams war zwar Nummer 1 der Weltrangliste und im Vorjahr fünfmal im Finale gestanden, aber viermal hatte er verloren. Auch John Higgins hatte sein letztes Finale im vorhergehenden Turnier verloren, aber das war immerhin die Weltmeisterschaft und er war Vizeweltmeister. Im Vorjahr waren sie bei der UK Championship ebenfalls im Endspiel aufeinander getroffen, damals hatte der Schotte mit 10:4 gewonnen. Ihre Gruppenbegegnung zuvor hatte ebenfalls Higgins nach 3:0-Führung noch knapp mit 5:4 für sich entschieden.
Diesmal hatte aber Williams den besseren Start, eine 2:0-Führung konnte er aber nicht halten und Higgins glich zur Pause aus. Danach ging der Waliser erneut mit 2 Frames Vorsprung in Führung, doch erneut zog Higgins zum 4:4 gleich. Danach folgten zwei Frames, in denen Williams zwar mit hohen Breaks in Führung ging, aber dennoch beide Male verlor. Im 10. Frame stahl Higgins den Frame trotz 69 Punkten von Williams noch mit einem Punkt Vorsprung und ging 6:4 nach vorne. Damit fehlte ihm aber auch nur noch ein Frame, es war der 5. Frame in Folge, den er anschließend gewann und damit den 7:4-Sieg vollendete. Der Schotte hatte 1998 und 1999 auch zweimal die Charity Challenge gewonnen, die als Vorläuferturnier des Champions Cups gilt.
| Finale: Best of 13 Frames Brighton Centre, Brighton, England, 19. August 2001                                            |                |               |
| John Higgins | 7:4            | Mark Williams |
| 0:100 (100), 22:71, 75:5 (75), 65:33, 0:124 (124), 55:72, 80:47, 127:0 (109), 71:56 (67, 56), 70:69 (69 Williams), 65:37 |                |               |
| 109 | Höchstes Break | 124           |
| 1 | Century-Breaks | 2             |
| 3 | 50+-Breaks     | 4             |